# Scottish League Challenge Cup 2004/05
Der Scottish League Challenge Cup wurde 2004/05 zum 14. Mal ausgespielt. Der schottische Fußballwettbewerb, der offiziell als Bell’s Challenge Cup ausgetragen wurde, begann am 31. Juli 2004 und endete mit dem Finale am 7. November 2004 im McDiarmid Park von Perth. Titelverteidiger war Inverness Caledonian Thistle, der im Vorjahr im Finale gegen Airdrie United gewann. Am Wettbewerb nahmen die Vereine der Scottish Football League teil. Im diesjährigen Finale konnte sich der FC Falkirk gegen Ross County durchsetzten und zum dritten Mal in der Klubgeschichte den Challenge Cup gewinnen.

## 1. Runde
Ausgetragen wurden die Begegnungen am 31. Juli 2004.
|                       | Ergebnis  |                     |
| --------------------- | --------- | ------------------- |
| Airdrie United        | 0:2       | Queen of the South  |
| Alloa Athletic        | 2:0       | Elgin City          |
| FC Arbroath           | 2:4       | FC Peterhead        |
| Ayr United            | 0:3       | FC Falkirk          |
| FC Dumbarton          | 1:2       | Stirling Albion     |
| FC East Fife          | 3:4 n. V. | FC Cowdenbeath      |
| FC East Stirlingshire | 1:2       | Berwick Rangers     |
| Forfar Athletic       | 3:1       | Greenock Morton     |
| FC Gretna             | 3:0       | FC Montrose         |
| Partick Thistle       | 3:0       | Brechin City        |
| FC Queen’s Park       | 4:2 n. V. | FC Stenhousemuir    |
| Raith Rovers          | 0:2       | Albion Rovers       |
| Ross County           | 2:1       | FC St. Mirren       |
| FC St. Johnstone      | 2:0       | Hamilton Academical |

## 2. Runde
Ausgetragen wurden die Begegnungen am 31. August 2004.
|                  | Ergebnis  |                    |
| ---------------- | --------- | ------------------ |
| Albion Rovers    | 1:2       | Partick Thistle    |
| Alloa Athletic   | 1:2       | Berwick Rangers    |
| FC Falkirk       | 5:3       | Stirling Albion    |
| Forfar Athletic  | 4:3 n. V. | FC Queen’s Park    |
| FC Peterhead     | 1:2       | Ross County        |
| FC Clyde         | 1:0       | FC Stranraer       |
| FC Gretna        | 1:0       | FC Cowdenbeath     |
| FC St. Johnstone | 3:0       | Queen of the South |

## Viertelfinale
Ausgetragen wurden die Begegnungen am 14. und 15. September 2004.
|                 | Ergebnis  |                  |
| --------------- | --------- | ---------------- |
| FC Falkirk      | 3:0       | FC Gretna        |
| Berwick Rangers | 0:1       | FC St. Johnstone |
| FC Clyde        | 1:2       | Forfar Athletic  |
| Ross County     | 5:3 n. V. | Partick Thistle  |

## Halbfinale
Ausgetragen wurden die Begegnungen am 28. September 2004.
|                  | Ergebnis |                 |
| ---------------- | -------- | --------------- |
| FC St. Johnstone | 1:2      | FC Falkirk      |
| Ross County      | 5:2      | Forfar Athletic |

## Finale
| FC Falkirk                                                       | FC Falkirk | Ross County | Ross County |
| ---------------------------------------------------------------- | --- | --- | ----------- |
| FC Falkirk                                                       | \| Finale \| \| 7. November 2004 um 15:00 Uhr Ortszeit in Perth (McDiarmid Park) \| \| Ergebnis: 2:1 (0:0) \| \| Zuschauer: 7.471 \| \| Schiedsrichter: Kenny Clark \| \| Spielbericht \|                                                                  | \| Finale \| \| 7. November 2004 um 15:00 Uhr Ortszeit in Perth (McDiarmid Park) \| \| Ergebnis: 2:1 (0:0) \| \| Zuschauer: 7.471 \| \| Schiedsrichter: Kenny Clark \| \| Spielbericht \|                                                                 | Ross County |
| FC Falkirk                                                       | Allan Ferguson – Andy Lawrie, Craig McPherson, Scott MacKenzie, Mark Campbell – Kevin James, John O’Neil (28. Neil Scally), David Nicholls (50. Pedro Moutinho), Andy Thomson (72. Daniel McBreen) – Russell Latapy, Darryl Duffy Cheftrainer: John Hughes | Stuart Garden – John Robertson, Mark McCulloch, Jamie McCunnie, Martin Canning – Jim Lauchlan , Don Cowie, Charlie Adam (60. Sean Kilgannon), Sean Higgins (66. Steven McGarry) – John Rankin, David Winters (80. Stuart Malcolm) Cheftrainer: Alex Smith | Ross County |
| FC Falkirk                                                       | 1:1 Neil Scally (70.) 2:1 Darryl Duffy (75.) | 0:1 David Winters (56.) | Ross County |
| FC Falkirk                                                       | Mark Campbell | | Ross County |
| Finale                                                           | | |             |
| 7. November 2004 um 15:00 Uhr Ortszeit in Perth (McDiarmid Park) | | |             |
| Ergebnis: 2:1 (0:0)                                              | | |             |
| Zuschauer: 7.471                                                 | | |             |
| Schiedsrichter: Kenny Clark                                      | | |             |
| Spielbericht                                                     | | |             |